# Simon Kostner
Simon Kostner (* 30. November 1990 in Bozen) ist ein italienischer Eishockeyspieler, der seit 2014 bei Ritten Sport unter Vertrag steht und mit dem Klub seit 2016 in der Alps Hockey League spielt. Sein Vater Erwin war ebenfalls italienischer Eishockeynationalspieler. Seine Schwester Carolina wurde 2012 Eiskunstlaufweltmeisterin.

## Karriere
Simon Kostner begann seine Karriere als Eishockeyspieler in der Nachwuchsabteilung des HC Gherdëina. 2006 wechselte er zu den Adlern Mannheim, für deren Junioren er zwei Jahre in der Deutschen Nachwuchsliga, die er mit dem Team 2008 gewinnen konnte, aktiv war. Anschließend zog es ihn nach Finnland, wo er für JYP Jyväskylä und deren Nachbarn und Kooperationspartner JYP-Akatemia (ehemals Diskos Jyväskylä) aktiv war. Er gewann dabei mit JYP Jyväskylä 2011 die finnische A-Jugendmeisterschaft und kam in der Spielzeit 2011/12 zu vier Einsätzen in der Liiga, womit er zum Gewinn der finnischen Meisterschaft beitrug. Zur Saison 2013/14 kehrte der Center nach Italien zurück und spielte dort für den SHC Fassa in der Serie A. Seit 2014 spielt er für den Ligakonkurrenten Ritten Sport, mit dem er seit 2016 in der multinationalen Alps Hockey League aktiv ist. Mit dem Klub konnte er 2015 den italienischen Pokalwettbewerb sowie 2016, 2017, 2018, 2019 und 2024 den nationalen Meistertitel gewinnen. Hinzu kamen 2017 und 2024 der Sieg in der Alps Hockey League sowie 2017, 2018 und 2019 in der Supercoppa Italiana. 2024 erreichte er die beste Plus/Minus-Bilanz der Alps Hockey League.

### International
Für Italien nahm Kostner im Juniorenbereich an den U18-Weltmeisterschaften der Division I 2007 und 2008, als Torschützenkönig des Turniers wurde, sowie den U20-Weltmeisterschaften der Division II 2008 und der Division I 2009 und 2010 teil. Zudem spielte er mit der italienischen Studentenauswahl bei der Winter-Universiade 2011 in Erzurum.
In der Herren-Nationalmannschaft debütierte er bereits in der Spielzeit 2010/11, wurde aber erstmals im Februar 2016 bei der ersten Runde der Qualifikation für die Olympischen Winterspiele in Pyeongchang 2018, die in Cortina d’Ampezzo ausgetragen wurde, bei einem internationalen Turnier eingesetzt. Später im Jahr spielte er auch bei der Weltmeisterschaft 2016 in der Division I, bei der den Italienern der Aufstieg in die Top-Division gelang, und der zweiten Runde der Olympiaqualifikation. Anschließend spielte er bei der Weltmeisterschaft 2017, Weltmeisterschaft 2019 und Weltmeisterschaft 2022 in der Top-Division und 2018 in der Division I. Zudem vertrat er seine Farben bei der Qualifikation für die Olympischen Winterspiele in Peking 2022.

## Erfolge und Auszeichnungen
- 2008 Sieger der Deutschen Nachwuchsliga mit den Jungadlern Mannheim
- 2009 Finnischer A-Junioren-Meister mit JYP Jyväskylä
- 2012 Finnischer Meister mit JYP Jyväskylä
- 2015 Italienischer Pokalsieger mit Ritten Sport
- 2016 Italienischer Meister mit Ritten Sport
- 2017 Gewinn der Alps Hockey League mit Ritten Sport
- 2017 Italienischer Meister mit Ritten Sport
- 2017 Gewinn der Supercoppa Italiana mit Ritten Sport
- 2018 Italienischer Meister mit Ritten Sport
- 2018 Gewinn der Supercoppa Italiana mit Ritten Sport
- 2019 Italienischer Meister mit Ritten Sport
- 2019 Gewinn der Supercoppa Italiana mit Ritten Sport
- 2024 Gewinn der Alps Hockey League mit Ritten Sport
- 2024 Beste Plus/Minus-Bilanz der Alps Hockey League
- 2024 Italienischer Meister mit Ritten Sport

### International
- 2008 Torschützenkönig bei der U18-Weltmeisterschaft der Division I, Gruppe B
- 2008 Aufstieg in die Division I bei der U20-Junioren-Weltmeisterschaft der Division II, Gruppe A
- 2016 Aufstieg in die Top-Division bei der Weltmeisterschaft der Division I, Gruppe A
- 2018 Aufstieg in die Top-Division bei der Weltmeisterschaft der Division I, Gruppe A